# Xining (stacja kolejowa)
Xining (chiń. 西宁站; pinyin Xīníng Zhàn) – stacja kolejowa w Xining, w prowincji Qinghai, w Chinach. 